# Ishtar (godin)

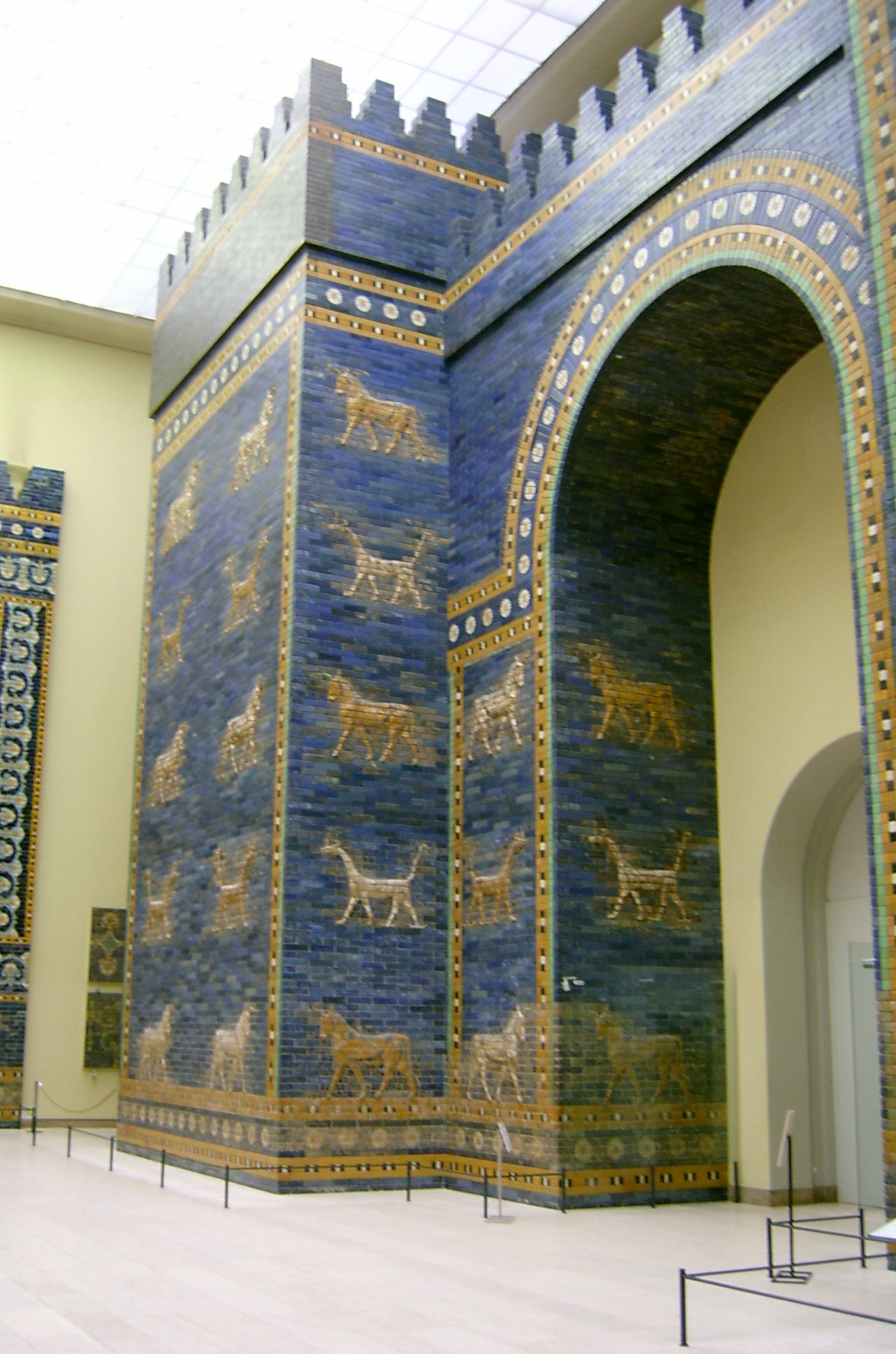
Poort van Ishtar in het Pergamonmuseum, Berlijn

Ishtar (transliteratie: DIŠTAR, Soemerisch:  , in wetenschappelijke literatuur: Ištar, Engels: Ishtar) is een van de godinnen uit het antieke Mesopotamië. Ze is de Akkadische tegenhanger van de Soemerische godin Inanna en de in gangbare Nederlandse vertalingen van de Bijbel genoemde Noordwest-Semitische naamgenote Astarte. Zij is ook bekend als Anunit, Ashtoreth, Athtirat of Athtarat en Atarsamain. Als Nina was ze de beschermvrouw van haar stad Ninive.

## Karakteristieken

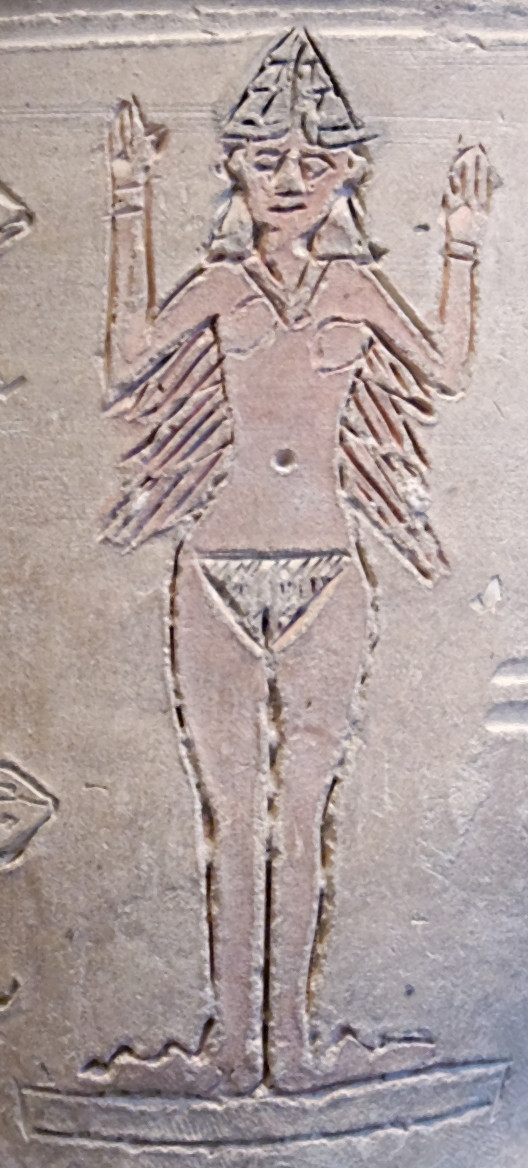
Afbeelding van Ishtar verwant aan die van Inanna. Ishtar is hier afgebeeld op een vaas, 2e millennium v.Chr., opgegraven nabij Larsa, tentoongesteld in het Louvre, Parijs.

Ishtar is een vruchtbaarheidsgodin, maar ook godin van liefde, oorlog en seks. In het Babylonisch pantheon was zij de goddelijke personificatie van de planeet Venus.
Ishtar werd boven al geassocieerd met seksualiteit: haar cultus hield heilige seksgebruiken in; haar heilige stad Uruk werd "Stad van de Heilige Vrouwen" genoemd en zelf was zij de "courtisane van de goden". Ishtar had veel minnaars.

## Cultus
Als Soemerische Inanna werd zij voor het eerst rond 3000 v.Chr. vereerd in Uruk (Unug in het Soemerisch, bekend als Erech in de Bijbel) in de vroege periode van Mesopotamische geschiedenis. Istar was de Akkadische naam, die de Soemerische (Inanna) in de 18e eeuw v.Chr. begon te verdringen.
In bezweringen, gebeden, mythen, inscripties etc. werd Inanna/Ishtar vereerd en aangeroepen als de brenger van levenskracht. Maar er was ook een donkere kant aan deze godin van leven. Als godin van vruchtbaarheid en seksualiteit had zij tevens de kracht landbouwgrond te vernietigen en dieren onvruchtbaar te maken. Ze werd aangeroepen als godin van de oorlog, tijdens veldslagen en achtervolgingen, in het bijzonder door de oorlogszuchtige Assyriërs. Volgens de overlevering verscheen Ishtar voor een veldslag voor het Assyrische leger, gehuld in krijgstenue en gewapend met pijl-en-boog. (Mogelijk was zij de voorloper van de Griekse godin Athene, die ook meestal zo afgebeeld werd.) Als echtgenote van de oorlogsgod Sjalman werd de Ishtar van Jeruzalem (Asjtoreth) Salmanitu genoemd. Sommigen brengen de namen Esther en Mordekai uit het Bijbelboek Esther en het bijbehorende Poerim-feest in verband met respectievelijk Ishtar en Mardoek.
In alle grote centra had Inanna, later Ishtar, haar tempels: E-anna, "huis van An", in Uruk; E-makh, "groot huis", in Babylon; E-masj-masj, "huis van offers", in Ninive. Inanna was de beschermheilige van prostituees en werd waarschijnlijk verzorgd door tempelprostituees. (Zowel mannen als vrouwen). De (latere) toegewijden van Ishtar waren maagden, die zo lang als zij in haar dienst waren, niet mochten trouwen.
Zij werd vaak afgebeeld op de troon van de Hemel zittend en stond onder andere in voor het Hiëros gamos.
Tegen de Babylonische tijd werd Ishtar nog altijd beschreven als degene die de koning aanstelde: "Zij die de koning met gezag begiftigde". Ze werd in een bepaalde inscriptie ook aangeduid als "Zij die aan alle koningen de scepter, de troon, het jaar van regeren geeft", en ook "Raadgeefster van alle heersers, zij die de regeerperiodes van de koningen in handen houdt". 

Een van de eerste koningen, Sargon van Akkad schreef ca 2300 v.Chr. dat zijn moeder hogepriesteres was en zijn vader onbekend. Later ging hij "houden van Ishtar" en "ik oefende toen jaren het koningschap uit". Er is een parallel verhaal bij de Koesjieten.

## Associatie met Venus

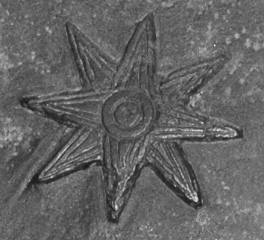

Ishtar van Babylon, opvolgster van Inanna, wordt geassocieerd met de planeet Venus (een continent op Venus wordt tegenwoordig Ishtar Terra genoemd door astronomen). Het dubbele aspect van de godin (scheppend en vernietigend) komt mogelijk overeen met de enorme verschillen in de fasen van Venus tijdens de winter- en zomermaanden. In de Soemerische taal heet de planeet "MUL.DILI.PAT", wat "unieke ster" betekent. In sommige latere Babylonische teksten werd deze planeet Masat genoemd, hetgeen letterlijk 'profetes' betekent.
Inanna (soms gespeld als Inana) betekent "Grote vrouwe van An" (An is de god van de hemel). De exacte betekenis van Ishtar is onbekend, al is het mogelijk dat de naam dezelfde stam heeft als Assur, wat haar "de leidende" of "baas" zou maken. De naam is in ieder geval Semitisch van origine.

## Mythologie
In een van de meest opvallende Soemerische mythes reist Inanna door zeven hellepoorten naar de onderwereld. Bij het passeren van elke poort verliest zij kledingstukken en attributen, totdat zij de laatste poort volkomen naakt doorgaat. De koningin van de onderwereld vermoordt haar, en hangt haar dode lichaam aan een haak aan de muur. Wanneer Inanna uit de onderwereld terugkeert door tussenkomst van haar oom, de slimme god Enki, moet zij volgens de regels van de onderwereld iemand vinden om haar plaats in te nemen. Op weg naar huis komt zij haar vrienden tegen in diepe rouw, maar in de stad van haar cultus, Kulaba, zit haar minnaar Dumuzi, (een zoon van Enki), pontificaal op een troon. Zij laat hem arresteren en hij wordt van de troon gesleept om als haar vervanger te dienen in de onderwereld. Later mist zij hem, en regelt het zo dat zijn zuster hem 6 maanden van het jaar vervangt. (Dit verhaal ligt waarschijnlijk aan de oorsprong van het Griekse verhaal van Persephone)

## Afbeelding

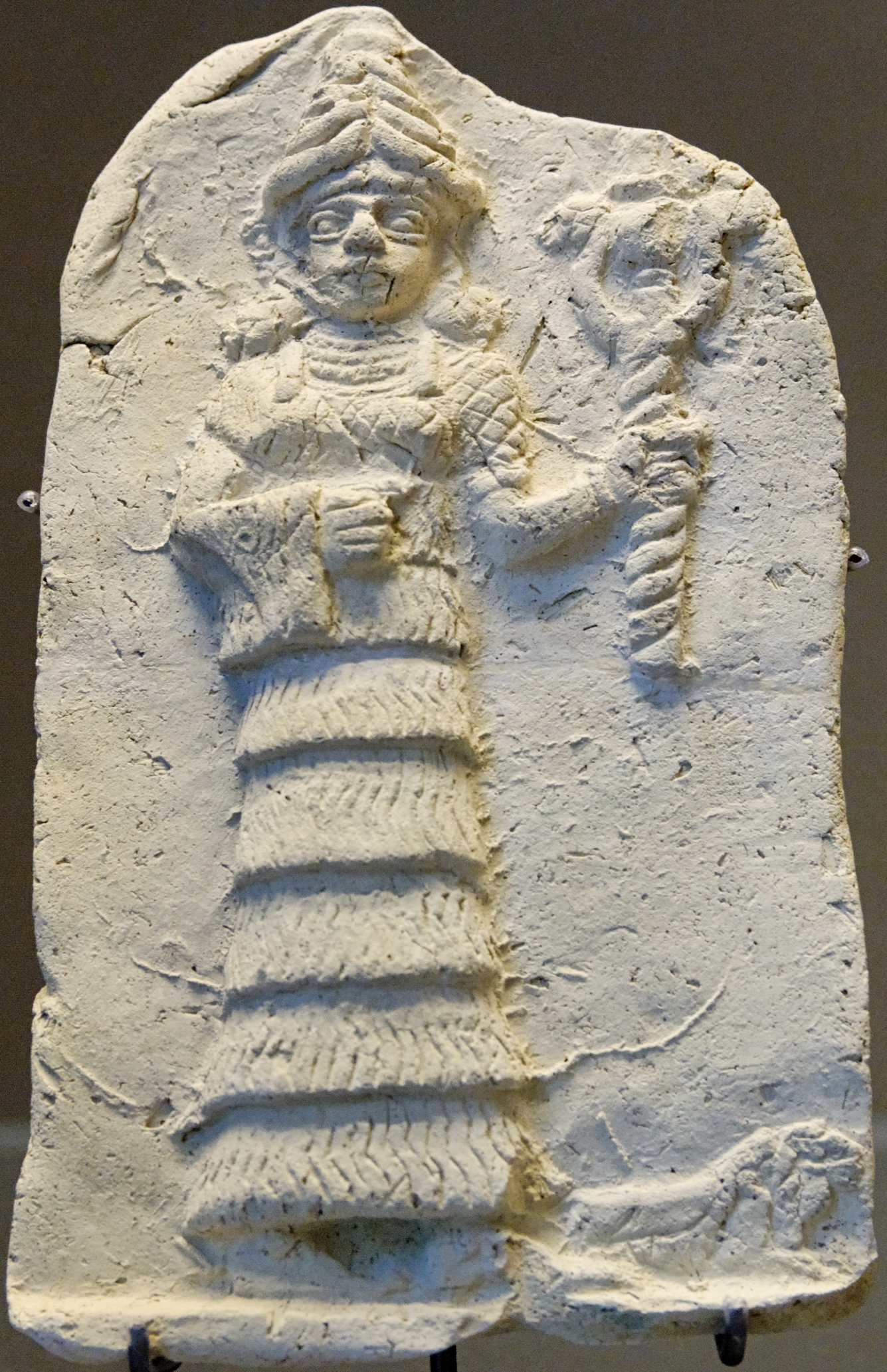
Ishtar houdt haar symbool vast, Louvre

Op een zegel uit Babylon toont Ishtar die een door slangen omwonden scepter vasthoudt. Het draagt de inscriptie "Vrouwe van Visie van Kisurru". Elders werd zij ook 'Zij die de Orakels leidt' genoemd en 'Profetes van Kua'. Babylonische tabletten vermelden talloze gelegenheden van berichten waarmee priesteressen profetisch advies geven in de heiligdommen van Ishtar. Sommige daarvan waren heel belangrijk voor het politieke gebeuren.
Op monumenten en zegelrollen wordt Inanna/Ishtar vaak afgebeeld zittend op de koninklijke troon van de hemel, een staf waarlangs twee slangen kronkelen vasthoudend, of met pijl-en-boog, maar ook wel in eenvoudige lange gewaden met een kroon op haar hoofd en een achtpuntige ster als haar symbool. Ook zijn er grote hoeveelheden beeldjes gevonden die de godin naakt voorstellen met haar armen gekruist over haar borst, of met een kind in haar armen.
Zij is de "Ster van Babylon", de "Grote Godin". In de Bijbel wordt ze Ashtoreth, Anath, Asherah, Esther en Koningin van de Hemel genoemd (Jer. 44:19). Veel liturgische prijsgezangen in de tenach zijn overigens geplagieerd van Babylonische gebeden aan Ishtar, aldus B. Warner.

## Drie-eenheid

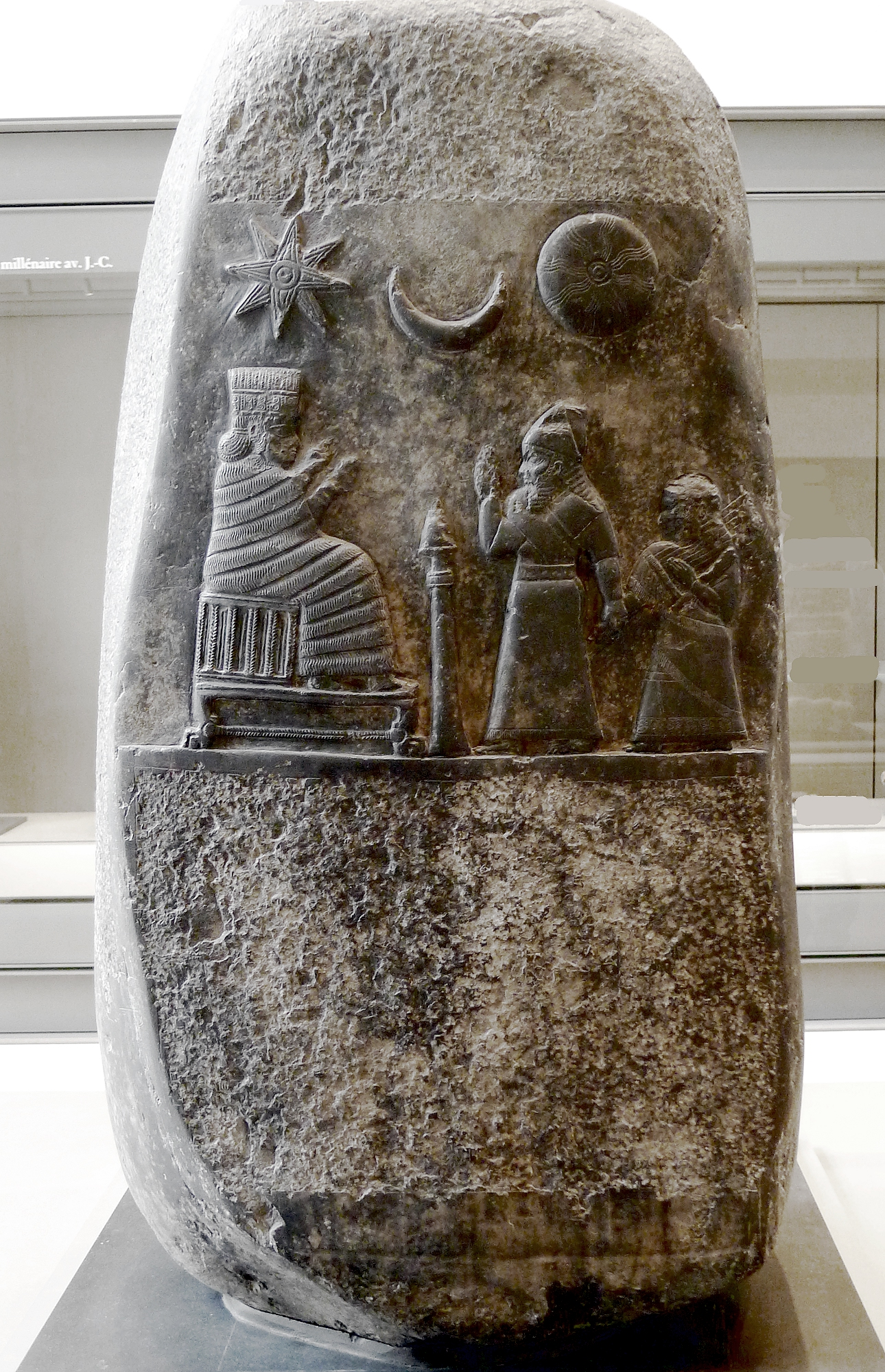

Inanna/Ishtar vormt een drie-eenheid samen met de maangod Nanna of Suen (Sin in het Akkadisch) en de zonnegod Utu (Akkadisch: Sjamasj). Ze zijn personificaties van de aarde, de maan en de zon. Deze drie-eenheid overlapt een andere: An voor de hemel, Enlil voor de aarde en Enki (Ea in het Akkadisch) voor diepe wateren.
Ishtar figureert veelvuldig in het Gilgamesj-epos.